# Kushk
Kushk est une ville d’Afghanistan ayant une population de 17 479 habitants en 2007. Elle partage son nom avec la rivière Kushk qui coule à proximité.